# 韓国の高校野球
韓国の高校野球（かんこくのこうこうやきゅう）は韓国の高等学校の学生が行う野球である。野球大会は主に大韓野球協会が主管する。

## 歴史・概要
大韓帝国に野球が伝えられた1905年に漢城中学校で学校の部活動として野球が行われたとされている。以後、京信（キョンシン）、徽門（フィムン）、培材（ペジェ）などの高等普通学校でも野球部ができて活発に競技が行われた。日本統治時代にも野球は行われ、その結果1920年には朝鮮体育会（現在の大韓体育会）創設記念で第一回全朝鮮野球大会が開かれた。1921年からは日本の全国中等学校優勝野球大会の朝鮮地区予選になり、朝鮮代表として出場できるようになった。
一方、東亜日報社は1926年に京信（キョンシン）、徽門（フィムン）、培材（ペジェ）、中央（チュンアン）の4つの高等普通学校を対象としたリーグ戦を開いた。この大会は1936年より10年近く中断した。
1946年には自由新聞社によって全国中等学校野球選手権が開催された（このときの中学校は6年制）。翌年には東亜日報社によって全国地区代表中等野球争覇戦が始まり、1949年には、釜山の産業新聞社が花郎大旗全国中等学校野球が開催された。しかし、1950年になると朝鮮戦争の影響で大会は中断した。この間に中等学校は中学校3年、高等学校3年に課程が分離され大会名も中等学校野球競技大会は青龍旗全国高校野球選手権大会に変更され主催者も朝鮮日報社に変更された（これは自由新聞社の幹部が朝鮮戦争中に北朝鮮に拉致されたため）。全国地区代表中等学校野球争覇戦は黄金獅子旗全国高校野球大会に名称が変更された。
1967年には中央日報社と東洋放送の共同主催による大統領杯全国高校野球大会が始まり、1971年には韓国日報社が主催する鳳凰大旗全国高校野球大会、2013年には大韓野球ソフトボール協会が主催する大韓野球協会長旗全国高校野球大会が開かれるようになった。
野球部は2020年を基準にして全国に81校ある。

## 大会
- 黄金獅子旗全国高校野球大会
- 大統領杯全国高校野球大会（地域予選あり）
- 青龍旗全国高校野球選手権大会
- 鳳凰大旗全国高校野球大会（韓国の甲子園と呼ばれる大会）
- 大韓野球協会長旗全国高校野球大会
- 全国体育大会高校野球部門（国体で地域予選あり）

大統領杯全国高校野球大会と全国体育大会高校野球部門以外は地域予選なしで行う。

## 日本の高校野球との違い
日本の高校野球は、「子供の頃から野球が好きだった」「中学校の部活動が切っ掛けで野球を始めた」「野球が好きだから」等、比較的本人の希望のまま高校で野球部に入る傾向があるが、（総合的に甲子園を目指す球児、プロを目指す球児の割合の方が少ない）韓国の高校野球は、親が「息子を必ずプロ野球選手にさせる」「プロを目指す前提」「勉強より野球」という具合に、ほぼ親が決めている傾向がある。なぜなら日本の高校野球は学校側が運営し、監督も学校関係者であったりするが、（甲子園常連校は一部除く）韓国の高校野球の場合、監督は学校関係者ではなく外部から雇われた者で、監督への報酬の半分以上は親たちが支払っているのである。
韓国の高校野球選手は９割以上がプロを目指す目的があり、日本の高校野球とは指標が若干異なっている。
日本の高校野球のチーム数は約3700校。
韓国の高校野球のチーム数は約80～100校（毎年3～4校増えている）